# Stadionul RATT
Stadionul RATT Electrica este un stadion localizat în Timișoara. Are o capacitate de 4000 de locuri și este alcatuit din tribuna I și tribuna II.